# Mentha diemenica
Mentha diemenica — вид губоцвітих рослин родини глухокропивових.

## Опис
Струнка, ароматична багаторічна трава. Листки супротивні, яйцюваті, довгасті або від яйцюватих до довгасто-ланцетні, 4–20 мм завдовжки, 2–6 мм завширшки, іноді тупі біля основи, з цілими краями, що дає сильний м'ятний аромат при розтиранні. Квіти яскраво-рожевий, червоні, коли сухі, зібрані по 2–8 в пазухах листових пар. Плід складається з 4 овальних безволосих з 1 насінням горішків.

## Поширення та екологія
Австралія: Тасманія, Новий Південний Уельс, Квінсленд, Південна Австралія, Вікторія (південні райони уздовж річки Муррей і її приток). Населяє вологі місця, особливо ті, що періодично затоплюються уздовж струмків і річок.